# Marie-Pier Préfontaine
Marie-Pier Préfontaine (Sainte-Agathe-des-Monts, 18 ottobre 1988) è un'ex sciatrice alpina canadese.

## Biografia

### Stagioni 2004-2010
La Préfontaine, originaria di Saint-Sauveur e attiva in gare FIS dal dicembre del 2003, in Nor-Am Cup ha esordito il 3 gennaio 2004 a Mont-Sainte-Anne in slalom speciale (22ª) e ha ottenuto il primo podio esattamente due anni dopo (il 3 gennaio 2006) nella medesima località, in slalom gigante (2ª). Ha esordito in Coppa del Mondo il 28 dicembre 2006, nello slalom gigante tenutosi a Semmering, non riuscendo a qualificarsi per la seconda manche.
Il 3 gennaio 2008 ha conquistato il suo primo successo in Nor-Am Cup, ancora sul tracciato di Mont-Sainte-Anne, in slalom gigante. Ha debuttato ai Campionati mondiali a Val-d'Isère 2009, dove è stata 35ª nello slalom gigante, e ai Giochi olimpici invernali a Vancouver 2010 (29ª nello slalom gigante).

### Stagioni 2011-2016
Ai Mondiali di Garmisch-Partenkirchen 2011 è stata 24ª sia nel supergigante sia nello slalom gigante, mentre due anni dopo, nella rassegna iridata di Schladming, nelle stesse specialità si è piazzata in entrambi i casi al 28º posto. Il 7 e l'8 dicembre 2013 ha colto a Copper Mountain in supergigante la sua ultima vittoria e il suo ultimo podio (2ª) in Nor-Am Cup. Nella stessa stagione ai XXII Giochi olimpici invernali di Soči 2014, suo congedo olimpico, è stata 20ª nel supergigante e non ha concluso lo slalom gigante).
Il 28 dicembre 2014 ha colto a Kühtai il suo miglior piazzamento di carriera in Coppa del Mondo (6ª in slalom gigante); nel prosieguo della stagione, ai Mondiali di Vail/Beaver Creek 2015, si è aggiudicata la medaglia d'argento nella gara a squadre (partecipando come riserva) ed è stata 27ª nello slalom gigante. Si è ritirata al termine della stagione 2015-2016; la sua ultima gara in Coppa del Mondo è stato lo slalom gigante disputato a Jasná il 7 marzo, senza concludere la prova, mentre l'ultima gara della carriera della Préfontaine è stato lo slalom gigante dei Campionati canadesi 2016 svoltosi il 29 marzo a Whistler.

## Palmarès

### Mondiali
- 1 medaglia:
  - 1 argento (gara a squadre a Vail/Beaver Creek 2015)

### Coppa del Mondo
- Miglior piazzamento in classifica generale: 57ª nel 2015

### Nor-Am Cup
- Miglior piazzamento in classifica generale: 6ª nel 2011 e nel 2012
- Vincitrice della classifica di slalom gigante nel 2011
- 27 podi (19 in slalom gigante, 5 in supergigante e 3 in supercombinata):
  - 15 vittorie
  - 8 secondi posti
  - 4 terzi posti

#### Nor-Am Cup - vittorie
| Data             | Località         | Paese       | Specialità |
| ---------------- | ---------------- | ----------- | ---------- |
| 3 gennaio 2008   | Mont-Sainte-Anne | Canada      | GS         |
| 30 novembre 2009 | Aspen            | Stati Uniti | GS         |
| 1º dicembre 2009 | Aspen            | Stati Uniti | GS         |
| 2 dicembre 2010  | Aspen            | Stati Uniti | GS         |
| 3 gennaio 2011   | Sunday River     | Stati Uniti | GS         |
| 4 gennaio 2011   | Sunday River     | Stati Uniti | GS         |
| 17 marzo 2011    | Whistler         | Canada      | GS         |
| 18 marzo 2011    | Whistler         | Canada      | GS         |
| 30 novembre 2011 | Aspen            | Stati Uniti | GS         |
| 1º dicembre 2011 | Aspen            | Stati Uniti | GS         |
| 11 dicembre 2011 | Panorama         | Canada      | SC         |
| 12 dicembre 2011 | Panorama         | Canada      | SG         |
| 13 marzo 2012    | Mont Garceau     | Canada      | GS         |
| 16 marzo 2013    | Squaw Valley     | Stati Uniti | GS         |
| 7 dicembre 2013  | Copper Mountain  | Stati Uniti | SG         |

Legenda:

SG = supergigante

GS = slalom gigante

SC = supercombinata

### Campionati canadesi
- 10 medaglie[1]:
  - 2 ori (slalom gigante nel 2014; slalom gigante nel 2015)
  - 4 argenti (supergigante nel 2008; slalom gigante nel 2010; slalom gigante nel 2013; discesa libera nel 2014)
  - 4 bronzi (slalom gigante nel 2008; supergigante, slalom gigante nel 2009; supercombinata nel 2011)